# Woodale
Woodale – osada w Anglii, w hrabstwie North Yorkshire, w dystrykcie (unitary authority) North Yorkshire. Leży 65 km na północny zachód od miasta York i 325 km na północ od Londynu.